# Mijuško Bojović
Pour les articles homonymes, voir Bojović.
Mijuško Bojović, né le 9 août 1988, est un footballeur monténégrin. Il occupe actuellement le poste de défenseur au Keşla FK, en Azerbaïdjan.

## Palmarès
- Champion de Belgique de D2 en 2012 avec le Sporting Charleroi
- Coupe de Hongrie en 2018